# Європейська вулиця (Прилуки)
Вулиця Європейська — вулиця у місті Прилуки. Пролягає від вулиці Військової до вулиці Білецького-Носенка. Вулиця пролягає із заходу на схід через усе місто — від Квашинців через Центр до Кустівців.
Прилучаються 1-й Європейський провулок — вулиця Козача — 2-й Європейський провулок — вулиця Андріївська — 1-й Європейський в'їзд — вулиця Ветеранська — Тупий в'їзд — вулиці Іванівська — Земська — Юрія Коптєва — Вокзальна — Садова — Гімназична — Котляревського — Миколи Леонтовича — Ярмаркова — Івана Мельниченка — Іподромний провулок — вулиця Житня — 2-й Василя Стуса в'їзд — 2-й провулок Коцюбинського — 3-й Європейський провулок — вулиці Перемоги — Богдана Хмельницького — Костянтина Острозького — Червоної Рути — Григорія Сковороди — Польова — Дачна.
На перехресті з вулицею Юрія Коптєва перед Міським будинком культури (колишній театр Бродського) розташована Театральна площа.
Нумерація йде від вулиці Алгазіна (№ 2-234, 1-285).

## Історія
Прокладена за Генеральним планом забудови міста 1802 року.
1925 названа іменем Карла Лібкнехта — німецького комуніста.
Рішенням сесії міськради від 31 травня 2001 року вулиці повернута її історична назва — Костянтинівська.
Збереглися старі будинки, які є пам'ятками народної архітектури (№ 95, 138 та інші). У будинку № 144 до 1917 року містився притулок.
15 листопада 2023 року вулицю Костянтинівську перейменували на вулицю Європейську.

## Установи
- № 62 — Фабрика художніх виробів «Прилучанка», фабрика взуття;
- № 117 — Центральна міська аптека;
- № 117а — Електромонтажне підприємство «Електрон»;
- № 138 — Дошкільна установа № 4 «Веселка»;
- № 146 — Старе міське кладовище;
- № 185 — дитяча лікарня з поліклінікою;
- № 199а — Науково-виробниче конструкторське бюро пожежних машин;
- № 259 — Фабрика хімчистки.